# Watsonia meriana
Watsonia meriana és una planta de la família de les Iridaceae, bulbosa, molt vistosa, perenne i robusta; d'uns 0,6-2m d'alçada. Sovint amb corms brotant sobre dels que ja hi són madurs. Les fulles són en forma d'espasa i les flors són d'un taronja apagat, rosades o de color malva amb un tub cilíndric d'uns 42-500 mm de llarg amb uns filaments d'uns 35-45 mm de llarg. Les bràctees internes són igual o més llargues que les externes i els fruits són contundents.

## Distribució i hàbitat
Watsonia meriana creix en sòls granítics i arenosos, en prats des de Namaqualand fins al sud-oest de la Península del Cap, a vegades formant denses colònies a través de la proliferació dels brots de tiges a la base de les que ja són més madures. L'estat de conservació és recurrent, no estaria dins la llista de plantes amenaçades. https://florabase.dpaw.wa.gov.au/browse/profile/1567.

## Etimologia
El gènere Watsonia va ser descrit en el 1752 per Philip Miller del Chelsea Physic Garden. El nom comú africà és kanol derivat fonèticament del nom alemany original de 'knol' que significa corm i s'aplica a totes aquelles espècies cormofítiques encara en especial a les del gènere Watsonia. S'acompanya a vegades del prefix descriptiu per exemple rooikanol (corm vermell) si les flors són vermelles o suurkanol si el corm és d'un gust agre. El nom és també sovint combinat amb l'africà pypie tal com kanolpypie, com a referència al petit periant tubular de les flors.
Els sinònims que presenta són:
- Antholyza fulgens Andrews
- Antholyza meriana L.
- Gladiolus amoenus Salisb. [Illegitimate]
- Gladiolus infundibuliformis Schrank
- Gladiolus iridifolius Jacq.
- Gladiolus merianus (L.) Thunb.
- Gladiolus merianus (L.) Jacq.
- Ixia iridifolia (Jacq.) Link [Illegitimate]
- Ixia meriana (L.) Link
- Neuberia pyramidalis Eckl. [Invalid]
- Watsonia fulgens (Andrews) Pers.
- Watsonia fulgida Salisb. [Illegitimate]
- Watsonia iridifolia (Jacq.) Ker Gawl.
- Watsonia iridifolia var. fulgens (Andrews) Ker Gawl.
- Watsonia leipoldtii L.Bolus
- Watsonia meriana var. iridifolia (Jacq.) Baker
- Watsonia meriana var. meriana
- Watsonia stohriae L. Bolus
- Watsonia vivipara J.W.Mathews & L.Bolus